# Doroteia do Palatinado-Simmern
Doroteia do Palatinado-Simmern (em alemão:  Dorothea; Kaiserslautern, 6 de janeiro de 1581 — Sandersleben, 18 de setembro de 1631) foi condessa do Palatinado-Simmern por nascimento e princesa de Anhalt-Dessau pelo seu casamento com João Jorge I, Príncipe de Anhalt-Dessau

## Família
Doroteia foi a terceira filha e quarta criança nascida de João Casimiro do Palatinato-Simmern e de Isabel da Saxônia. Os seus avós paterno eram Frederico III, Eleitor Palatino e Maria de Brandemburgo-Kulmbach. Os seus avós maternos eram Augusto I, Eleitor da Saxónia e a princesa Ana da Dinamarca.
Ela teve seis irmãos, que morreram antes de produzirem descendência.

## Biografia
No dia 21 de fevereiro de 1595, aos 14 anos de idade, Doroteia casou-se com o príncipe João Jorge I, de 27 anos, em Heidelberg. Ele era filho de Joaquim Ernesto, Príncipe de Anhalt e de Inês de Barby-Mühlingen. A primeira esposa de João Jorge foi Doroteia de Mansfeld-Arnstein, que o deixou viúvo em 1594.
Sob a influência da condessa, João Jorge tornou-se calvinista, em 1596. O casal teve onze filhos, sete meninas e quatro meninos. Além disso, Doroteia também teve cinco enteados. 
Eles permaneceram casados por 23 anos, até a morte do príncipe, em 24 de maio de 1618. Viúva, ela retirou-se a morar no Castelo de Sandersleben, parte de seu vidualitium.
Doroteia faleceu no dia 18 de setembro de 1631, aos 50 anos de idade, e foi enterrada na Igreja de Santa Maria, em Dessau, na atual Alemanha.

## Descendência
- João Casimiro de Anhalt-Dessau (7 de dezembro de 1596 – 15 de setembro de 1660), sua primeira esposa foi Inês de Hesse-Cassel, com quem teve seis filhos, e sua segunda esposa foi Sofia Margarida de Anhalt-Bernburg, mas não teve mais filhos;
- Ana Isabel de Anhalt-Dessau (5 de abril de 1598 – 20 de abril de 1660), foi casada com Guilherme Henrique, Conde de Bentheim-Steinfurt. Sem descendência;
- Frederico Maurício de Anhalt-Dessau (18 de fevereiro de 1600 – 25 de agosto de 1610);
- Leonor Doroteia de Anhalt-Dessau (6 de fevereiro de 1602 – 26 de dezembro de 1664), foi esposa de Guilherme, Duque de Saxe-Weimar, com quem teve nove filhos;
- Sibila Cristina de Anhalt-Dessau (11 de julho de 1603 – 21 de fevereiro de 1686), foi primeiro casada com o conde Filipe Maurício de Hanau-Münzenberg, com quem teve cinco filhos, e depois foi esposa do conde Frederico Casimiro de Hanau-Lichtenberg;
- Henrique Valdemar de Anhalt-Dessau (7 de novembro de 1604 – 25 de setembro de 1606);
- Jorge Alberto de Anhalt-Dessau (3 de junho de 1606 – 14 de setembro de 1643), foi marido de Joana Isabel de Krosigk, com quem teve cinco filhos;
- Cunegunda Juliana de Anhalt-Dessau (17 de fevereiro de 1608 – 26 de setembro de 1683), foi esposa do conde Hermano IV de Hesse-Rotemburgo. Sem descendência;
- Susana Margarida de Anhalt-Dessau (23 de agosto de 1610 – 13 de outubro de 1663), foi esposa do conde João Filipe de Hanau-Lichtenberg, mas não teve filhos;
- Joana Doroteia de Anhalt-Dessau (24 de fevereiro de 1612 – 26 de abril de 1695), foi casada com o conde Maurício de Bentheim-Tecklenburg, com quem teve um filho;
- Eva Catarina de Anhalt-Dessau (11 de setembro de 1613 – 15 de dezembro de 1679), não se casou e nem teve filhos.